# 3249 Musashino
A 3249 Musashino (ideiglenes jelöléssel 1977 DT4) a Naprendszer kisbolygóövében található aszteroida. Hiroki Kosai,  Kiichiro Hurukawa fedezte fel 1977. február 18-án.